# درياساوات
الدرياساوات (الاسم العلمي: Dryadoideae) هي أسرة من النباتات تتبع فصيلة الوردية من رتبة الورديات.

## قبائل
- الدرياساوية

## أجناس
- الدرياس
- الشمابتية (الاسم العلمي:Chamaebatia)
- البورشية (الاسم العلمي:Purshia)